# Religión en África

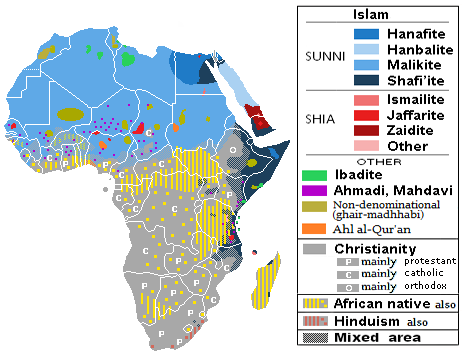
Distribución de las religiones en África

La religión en África tiene un carácter muy diverso.  La mayor parte del continente profesa religiones tradicionales africanas, englobadas dentro del impreciso grupo conocido como animista.
El Islam tiene una presencia dominante en el norte y destacada en el Sáhara, el Sahel, África Occidental y África Oriental. El cristianismo monofisita, aunque más antiguo que el islam, quedó confinado a Etiopía. A partir del siglo XX adquirirán una creciente importancia catolicismo y protestantismo.
Sin embargo tanto Islam como el cristianismo se encuentran en África con sincretismos más o menos sectarizados como el kimbanguismo o la Iglesia Cristiana Celestial, que persisten y se reproducen gracias a la fortaleza implícita de los conceptos de las religiones tradicionales. Las religiones tradicionales africanas tienen una presencia destacada en América, especialmente el Vudú en Haití, la religión Yoruba y las religiones del antiguo Reino del Congo en el Caribe y en Brasil principalmente. Existen asimismo minorías hinduistas.

## Datos estimativos
| Región            | Total de la población (2006) | % Cristianos | % Musulmanes | % Tradicional | % Hindúes | % Bahai | % Judíos | % Agnósticos | % Otros |
| ----------------- | ---------------------------- | ------------ | ------------ | ------------- | --------- | ------- | -------- | ------------ | ------- |
| África Central    | 118,735,099                  | 81.25%       | 9.68 %       | 7.98%         | 0.1%      | 0.38%   | 0.0%     | 0.57%        | 0.19%   |
| África Oriental   | 302,636,533                  | 63.87%       | 21.83%       | 13.09%        | 0.49%     | 0.35%   | 0.0%     | 0.0%         | 0.44%   |
| Norte de África   | 209,948,396                  | 9.0%         | 87.6%        | 2.2%          | 0.0%      | 0.0%    | 0.0%     | 1.1%         | 0.1%    |
| África Austral    | 50,619,998                   | 82.0%        | 2.2%         | 9.7%          | 2.1%      | 0.7%    | 0.1%     | 2.7%         | 0.3%    |
| África Occidental | 274,271,145                  | 35.70%       | 48.13%       | 15.73%        | 0.0%      | 0.07%   | 0.0%     | 0.31%        | 0.06%   |

## Religiones étnicas
Las religiones étnicas africanas se caracterizan por su variedad. Perduran, principalmente:
- Cazadores-recolectores: Divinizan al bosque y agradecen a los que imaginan sus pobladores sobrenaturales, el alimento y su ayuda. Al vivir en grupos muy poco numerosos y nómadas no tienen santuarios ni poderosos especialistas religiosos.

- Pastores: el ganado es divino y los rituales principales buscan propiciar la fertilidad de los animales y preservar su salud.

- Agricultores: forman agrupaciones más numerosas, tienen dioses de las cosechas pero también divinidades supremas.

Los rituales africanos son muy variados, los principales buscan dar culto a los antepasados, librarse de la brujería o poner de relieve la soberanía de los reyes y gobernantes.

### Culto a los antepasados
En algunos pueblos, se pone a un recién nacido el nombre de un antepasado para que de esta manera éste siga viviendo en el cuerpo del nuevo descendiente. Pero un antepasado, que seguirá viviendo junto a su familia para su protección, puede desaparecer o convertirse en un ser dañino para la familia, si es olvidado y se le deja de venerar.
A los antepasados se les atribuye cualidades corporales y espirituales. Así, por ejemplo, son invisibles pero circunstancialmente pueden hacerse visibles; tienen la capacidad de entrar y poseer a los humanos y animales salvajes; capacidad de consumir comida o bebidas, por lo que se les ofrece esto en los ritos.
Gracias a su condición sobrehumana y su proximidad al Creador, los antepasados son considerados a menudo como mediadores entre el Ser Supremo y los parientes vivos. No todo el que muere se convierte en un antepasado que continúa viviendo junto a la familia. Para ello, es necesario haber llevado una vida moralmente buena. En algunos Pueblos, el entierro apropiado es otra condición necesaria.

### Dioses
La inmensa mayoría de pueblos creen en la existencia de un dios creador que gobierna sobre todos los poderes divinos y humanos. Este, nacido a veces de una madre, vivió entre los hombres hasta que por causas diferentes, acabó dejando la tierra y despreocupándose de su creación y de los seres humanos, por lo que los humanos no tienen relación con él. Además se creen que sus dioses resucitan en otros seres vivos o en objetos inanimados
Pero, además de este dios lejano, en la naturaleza existen otras fuerzas espirituales encarnadas en diferentes deidades que están cerca de los humanos y que les pueden resultar beneficiosos o malignos. Estas fuerzas pueden estar presentes en los bosques, en los montes, en los ríos, en determinados animales, árboles o plantas.

### Sacerdotes
Ellos son los encargados de ejecutar los rituales, de presidir y dirigir las ceremonias. Ellos hacen de intermediarios entre el mundo de los vivos y el mundo de los antepasados.
Normalmente, el ejercicio del sacerdocio requiere de un largo aprendizaje, ya que, además de ser el mantenedor de las ideas espirituales y de las tradiciones étnicas, habrá de aprender sobre las técnicas que empleará, sobre plantas y técnicas curativas, etc. Recurre también a técnicas de adivinación, aunque este término no sea el adecuado, pues no tratan de conocer el futuro sino de entender el presente. El sacerdocio no es un oficio hereditario.
Cuando hay problemas graves y se desconoce sus causas o no se encuentra soluciones, los creyentes acuden a estos sacerdotes que intentarán ayudarles. Para obtener el favor de los antepasados, el sacerdote les ofrecerá sacrificios y alimentos. El sacerdote debe ser una persona íntegra moralmente y generosa.

### Tribus
- El pueblo zulú
- #2. Los tuaregs.
- #3. Masái.
- • La etnia himba (Kunene, Namibia)
- • El pueblo hamer (Etiopía)
- • La etnia mursi (Etiopía)
- • Los exiliados Daasanach
- • El pueblo uris fackgs (Nambia)

#### Tswana
La sociedad se divide en 11 grupos que son: Thlaping, Rolong, Kwena, Kgatia, Kgalagadi, Twana, Hurutshe, Gwaketse, Ngwato, Tlowka y Malete. La sociedad está compuesta por los hombres, las mujeres, los niños y el “badimo”, que son los antepasados que tienen poderes.
En su religión, el “modimo” es el gran Dios o el “gran espíritu”, mientras que el “badimo” son considerados agentes del “modimo”.

### Akan
Los Akan creen que el universo fue creado por un Ser Supremo a quien también conocen como Creador, Dios, Infinito, Gran Diseñador, etc.
También creen que la creatividad humana influye positiva o negativamente sobre el Universo, el cual se desarrolla a través de los que ya han muerto, los que viven y los que nacerán.
El Ser Supremo es indestructible, y para crear la “kra” (alma humana) pone una parte de su propia alma. Es por ello que cuando un Akan muere, su alma se reencarna en alguna persona que tenga el mismo nombre que el difunto tuvo en vida.

#### Zulú
Dios creador: Nkulunkulu (influye en todos los asuntos de las personas).
Es necesario invocar a los antepasados (AmaDlozi) a través de los procesos de adivinación para conseguir cosas buenas de ellos. Los adivinos, que casi siempre son mujeres, cuentan con una gran importancia de la vida cotidiana del pueblo zulú.
Las cosas malas son el resultado de la hechicería maligna o de los espíritus ofendidos de los antepasados. Ningún infortunio se ve en la vida como el resultado de causas naturales.
Limpieza: Tradicionalmente, se usaban platos y cubiertos diferentes para comidas diferentes, y era obligatorio el baño tres veces al día.

#### Vudú

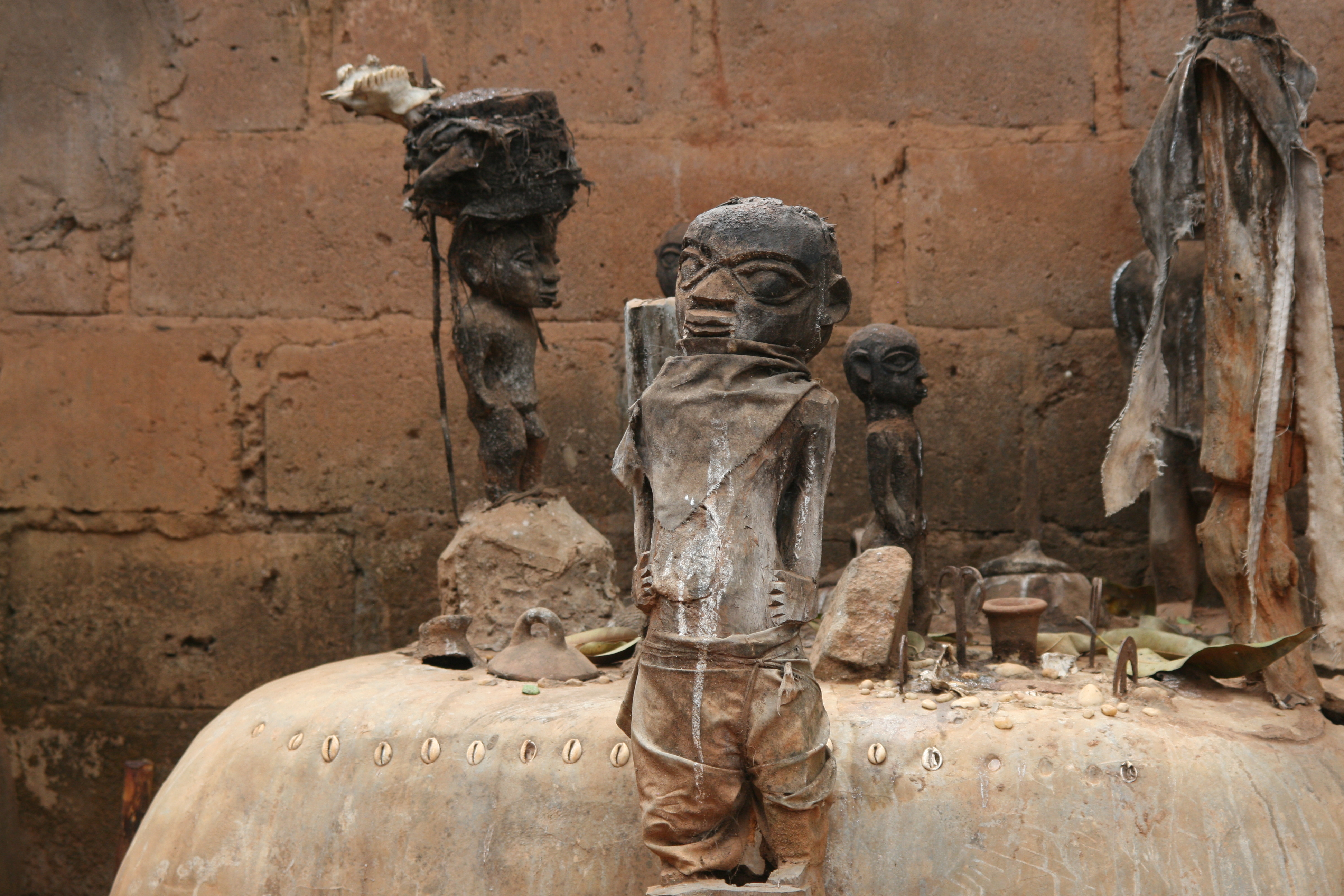
Altar Vudú en Abomey, Benín.

## Sincretismo
El sincretismo es la combinación de diferentes (a veces contradictorias) creencias, a menudo, intenta fusionar las prácticas de varias escuelas de pensamiento.
En la comunidad de África, el sincretismo con las creencias indígenas se practica en toda la región. Se cree que para obtener la tolerancia religiosa entre los diferentes grupos. Kwesi Yankah y Mbiti John argumentan que muchos pueblos africanos hoy en día tienen un patrimonio religioso "mixto" para tratar de conciliar las religiones tradicionales con religiones abrahámicas.
Jesse Mugambi afirma que el cristianismo enseñado a los africanos por los misioneros, tenía miedo de sincretismo, que se llevó a cabo por el liderazgo cristiano en África, en un intento de mantener el cristianismo "puro".
Otros opinan que el sincretismo en África puede ser exagerado, y debido a una mala interpretación de las capacidades de las poblaciones locales para formar su propia ortodoxia y, también, por la confusión sobre lo que es cultura y lo que es la religión.
Otros afirman que el sincretismo es un término difícil de alcanzar, ya que se puede aplicar para referirse a la sustitución o modificación de los elementos centrales del cristianismo o el islam con las creencias o prácticas de otro lugar. Las consecuencias en esta definición, de acuerdo con el misiólogo Keith Ferdinando, son un compromiso grave de la integridad de la religión. Sin embargo, las comunidades en África (por ejemplo, afroasiática) tienen muchas de las prácticas comunes que se encuentran también en las religiones abrahámicas, por lo que estas tradiciones no entran en la categoría de algunas definiciones de sincretismo.